# Cryptodiaporthe corni
Cryptodiaporthe corni är en svampart som först beskrevs av Lewis Edgar Wehmeyer, och fick sitt nu gällande namn av Franz Petrak 1941. Cryptodiaporthe corni ingår i släktet Cryptodiaporthe och familjen Gnomoniaceae.   Inga underarter finns listade i Catalogue of Life.